# Tian Han
Tian Han, född Tian Shouchang 12 mars 1898 i Changsha, död 10 december 1968 i Peking, var en kinesisk dramatiker, författare, poet och kritiker. Han är främst känd som textförfattare till De frivilligas marsch, Kinas nationalsång.
Han studerade mellan 1918 och 1921 i Tokyo, Japan och var aktiv i socialistiska kulturrörelser och blev 1930 medlem i Kinas kommunistparti. 1966, under kulturrevolutionen, greps Tian och dog 1968 i fängelset, sjuttio år gammal. Efter Mao Zedongs död återupprättades han officiellt 1979.